# 520

## Esdeveniments
- Important recull de lleis de Bretanya
- Unificació del Japó
- Marcià és nomenat emperador romà d'Orient.
- Construcció del Mausoleu de Teodoric a Ravenna.[1]

## Naixements
- Maclovi d'Aleth, monjo gal·lès, predicador a la Bretanya i fundador de l'actual Sant-Maloù. Venerat com a sant.
- Martí de Braga o de Dumium, teòleg i bisbe.

## Necrològiques
- 19 de gener: Joan II de Constantinoble, patriarca de Constantinoble.
- Zu Gengzhi, matemàtic xinès.